# 神のみキャラCD
「神のみキャラCD」（かみのみキャラシーディー）は、テレビアニメ『神のみぞ知るセカイ』のキャラクターソングシングルシリーズ。リリース元はジェネオン・ユニバーサル。

## 概要
テレビアニメ『神のみぞ知るセカイ』及びその続編のキャラクターソング。2010年11月10日から12月1日までと、12月15日から12月22日まで連続リリースされた。アニメ第1期の4人の攻略対象キャラ、高原歩美（竹達彩奈）・青山美生（悠木碧）・中川かのん（東山奈央）・汐宮栞（花澤香菜）に加え、レギュラーキャラクターのエルシィ（伊藤かな恵、「神のみキャラCD.0」として最初に）、作中のゲーム『くれよん 空の芸術』のヒロイン飛鳥空（櫻井智、「神のみキャラCD.くれよん」として2と3の間に）の6人のCDがリリースされた。
1曲目は、各キャラのオリジナル曲。一部はアニメでも挿入歌や特殊エンディングとして使われた。2曲目は、「神のみキャラCD.くれよん」を除き、エンディング曲「コイノシルシ」または「アイノヨカン」の各キャラのソロアレンジバージョンが収録された。エンディングに使われたのはこれとは異なる、シングルに収録されたヴォーカル差し替えバージョンだが、エルシィのみ「神のみキャラCD.0 エルシィ」に収録されたアレンジバージョンが使われた。「神のみキャラCD.くれよん」のみ、オリジナル曲が2曲収録された。
初回生産分はテレビアニメのキャラクターデザイン渡辺明夫によるディスクジャケットイラストの着せ替え仕様となっている。

## リリース一覧

### 0 エルシィ
（全編曲：前口渉）
1. Oh!まい☆GOD!! [4:33]
作詞：六ツ見純代、作曲：M.C.E.
2. コイノシルシ from Elsie [4:17]
作詞：漆野淳哉、作曲：須田悦弘
3. Oh!まい☆GOD!!（Instrumental）
4. コイノシルシ from Elsie（Instrumental）

#1「Oh!まい☆GOD!!」は第8話挿入歌。#2「コイノシルシ from Elsie」は第8話エンディング。

### 1 高原歩美
1. Wonder Chance [3:27]
作詞：YUMIKO、作曲：藤末樹・YUMIKO、編曲：渡辺拓也
2. コイノシルシ from Ayumi [4:24]
作詞：漆野淳哉、作曲：須田悦弘、編曲：渡辺拓也
3. Wonder Chance（Instrumental）
4. コイノシルシ from Ayumi（Instrumental）

### 2 青山美生
1. ラスト・ダンス [4:14]
作詞：春和文、作曲：中谷あつこ、編曲：前口渉
2. コイノシルシ from Mio [4:19]
作詞：漆野淳哉、作曲：須田悦弘、編曲：佐々木裕
3. ラスト・ダンス（Instrumental）
4. コイノシルシ from Mio（Instrumental）

### くれよん 飛鳥空
（全作詞：酒井伸和、作曲・編曲：天門）
1. 初めての色 [3:34]
2. たった一度の奇跡 [3:30]
3. 初めての色（Instrumental）
4. たった一度の奇跡（Instrumental）

#1「初めての色」は第4話の挿入歌。#2「たった一度の奇跡」は第4話エンディング。

### 3 中川かのん
1. ハッピークレセント [3:38]
作詞：zopp、作曲：山口朗彦、編曲：前口渉
2. コイノシルシ from Kanon [4:26]
作詞：漆野淳哉、作曲：須田悦弘、編曲：大久保薫
3. ハッピークレセント（Instrumental）
4. コイノシルシ from Kanon（Instrumental）

#1「ハッピークレセント」は第5話・第6話の挿入歌（劇中歌）・第7話のエンディング。原作では第8話で歌われた（歌詞はアニメオリジナル）。

### 4 汐宮栞
1. 口笛ジェット [3:56]
作詞：六ツ見純代、作曲：渡辺翔、編曲：大久保薫
2. コイノシルシ from Shiori [4:27]
作詞：漆野淳哉、作曲：須田悦弘、編曲：前口渉
3. 口笛ジェット（Instrumental）
4. コイノシルシ from Shiori（Instrumental）

### 5 春日楠
1. SAMURAIガールの憂鬱 [4:05]
作詞：六ツ見純代、作曲：三浦誠司、編曲：渡辺拓也
2. アイノヨカン from Kusunoki [4:11]
作詞：漆野淳哉、作曲：須田悦弘、編曲：増田武史
3. SAMURAIガールの憂鬱（Instrumental）
4. アイノヨカン from Kusunoki（Instrumental）

### 00 ハクア
1. NAKED GENIUS [4:19]
作詞：六ツ見純代、作曲：鈴木盛広、編曲：前口渉
2. アイノヨカン from Haqua [4:17]
作詞：漆野淳哉、作曲：須田悦弘、編曲：大久保薫
3. NAKED GENIUS（Instrumental）
4. アイノヨカン from Haqua（Instrumental）

### 6 小阪ちひろ
1. It's All Right [3:37]
作詞：六ツ見純代、作曲：KOUTAPAI、編曲：増田武史
2. アイノヨカン from Chihiro [4:17]
作詞：漆野淳哉、作曲：須田悦弘、編曲：渡辺拓也
3. It's All Right （Instrumental）
4. アイノヨカン from Chihiro（Instrumental）

### 7 長瀬純
1. My Color [3:47] 
作詞：春和文、作曲：八木雄一、編曲：増田武史
2. アイノヨカン from Jun [4:10] 
作詞：漆野淳哉、作曲：須田悦弘、編曲：前嶋康明
3. My Color（Instrumental）
4. アイノヨカン from Jun（Instrumental）

### 神 桂木桂馬
1. HAPPYEND
作詞：若木民喜、作曲：川崎里実、編曲：前口渉
歌：桂木桂馬 ＆ 杉本四葉 starring 下野 紘 ＆ 丹下 桜
2. もっと!モット!ときめき
作詞：SANOPPI&2番をつくらなくちゃネ!実行委員会、作曲：メタルユーキ、編曲：前口渉
3. 集積回路の夢旅人 feat. 桂木桂馬（another vocal ver.）
作詞：若木民喜、作曲：木村香真良
4. HAPPYEND（Instrumental）
5. もっと!モット!ときめき（Instrumental）

### 8 鮎川天理
1. MAGIC of HAPPINESS
作詞：春和文、作曲：中野慎也、編曲：前嶋康明
2. キズナノユクエ from Tenri
作詞：漆野淳哉、作曲：mixakissa、編曲：前口渉
3. MAGIC of HAPPINESS（Instrumental）
4. キズナノユクエ from Tenri（Instrumental）

### 9 九条月夜
1. 月の夜に逢いましょう
作詞：六ツ見純代、作曲：渡辺翔、編曲：佐々木裕
2. キズナノユクエ from Tsukiyo
作詞：漆野淳哉、作曲：mixakissa、編曲：佐々木裕
3. 月の夜に逢いましょう（Instrumental）
4. キズナノユクエ from Tsukiyo（Instrumental）

### 10 五位堂結
1. Heart Beatにご用心!
作詞：六ツ見純代、作曲：no_my、編曲：渡辺拓也
2. キズナノユクエ from Yui
作詞：漆野淳哉、作曲：mixakissa、編曲：渡辺拓也
3. Heart Beatにご用心!（Instrumental）
4. キズナノユクエ from Yui（Instrumental）

### 000 エルシィ&ハクア
1. ろまんちっく☆2Night
歌：エルシィ starring 伊藤かな恵
作詞：六ツ見純代、作曲：大塚孝平、編曲：前口渉
2. With…you…
歌：ハクア starring 早見沙織
作詞：六ツ見純代、作曲：川崎里実、編曲：増田武史
3. ろまんちっく☆2Night（Instrumental）
4. With…you…（Instrumental）